# 777
777(칠백칠십칠)은 776보다 크고 778보다 작은 자연수다.

## 수학
- 합성수로, 그 약수는 1, 3, 7, 21, 37, 111, 259, 777다. 진약수의 합은 439이므로, 777은 부족수다.
- 회문수다.
- 101번째 쐐기수다. 앞의 쐐기수는 762, 다음 쐐기수는 782이다.
  - 31번째 홀수 쐐기수다. 앞의 홀수 쐐기수는 759, 다음은 795다.
- 렙디지트(repdigit)다. 특히 6진법으로도 렙디지트다.
- {\displaystyle 10^{6}-1}은 777로 나누어떨어진다.

## 과학·기술
- NGC 777(영어판): 삼각형자리 방향에 있는 타원은하.
- 글리제 777: 백조자리 방향에 있는 황색 준거성.
- 캐터필러 777(영어판): 캐터필러의 덤프 트럭.

## 교통

### 항공
- 보잉 777: 보잉에서 개발한 항공기.

### 도로
- 현도 제777호선

## 군사
- 777사령부: 대한민국의 군사정보사령부.
- 777 해군 항공대(영어판): 과거 존재한 영국의 해군 항공대.
- U-777(영어판): 제2차 세계 대전에 사용된 나치 독일의 군용 잠수함.

## 문화유산
- 대한민국의 보물 제777호: 금동 자물쇠 일괄

## 스포츠
- 777(영어판): 벨기에의 사이클크로스 단체.

## 기타
- 연도: 777년, 기원전 777년
- 성경에서는 7을 완전수로 표현한다.